# Harald Schröder
Harald Bertel Schröder, född 31 december 1924 i Stockholm, död 9 mars 2006, var en svensk civilingenjör som var projektledare för konstruktionen av Saab 37 Viggen och Saab 39 Gripen.

## Bakgrund
Schröder avlade 1948 civilingenjörsexamen vid Kungliga Tekniska högskolan. Under åren 1948–1957 var han anställd vid Flygtekniska institutionen, Flygtekniska försöksanstalten, Flygförvaltningens robotbyrå och Salén & Wicander AB. År 1957 anställdes han vid Svenska Aeroplan AB (Saab AB) där han verkade fram till sin pensionering 1991. År 1983 blev han chef för Industrigruppen JAS och divisionschef för flygdivisionen vid Saab. Åren 1987–1991 var han vice vd för Saab-Scaniagruppen.

## Övriga uppdrag
- 1977 ledamot av Kungliga Krigsvetenskapsakademien.
- 1988–1990 var han ordförande för Sveriges försvarsindustriförening.
- 2000 Akademiens skattmästare.

## Utmärkelser
Harald Schröder tilldelades Thulinmedaljen i både guld och silver, för främjande av flygteknisk utveckling.
Harald Schröder är begravd på Solna kyrkogård.